# Менлі Ланіер Картер
Менлі Ланіер Картер (англ. Manley Lanier «Sonny» Carter, Jr.; 15 серпня 1947, Мейкон — 5 квітня 1991, Брансвік) — астронавт НАСА. Здійснив один космічний політ на шатлі STS-33 (1989, «Діскавері»), полковник ВМС США.

## Особисті дані і освіта

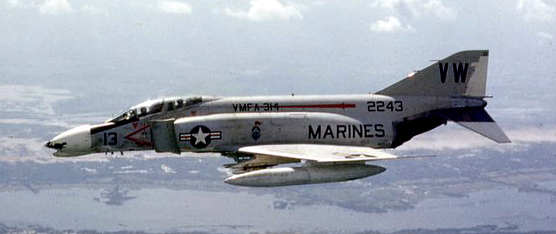
Літак F-4 Phantom в польоті.

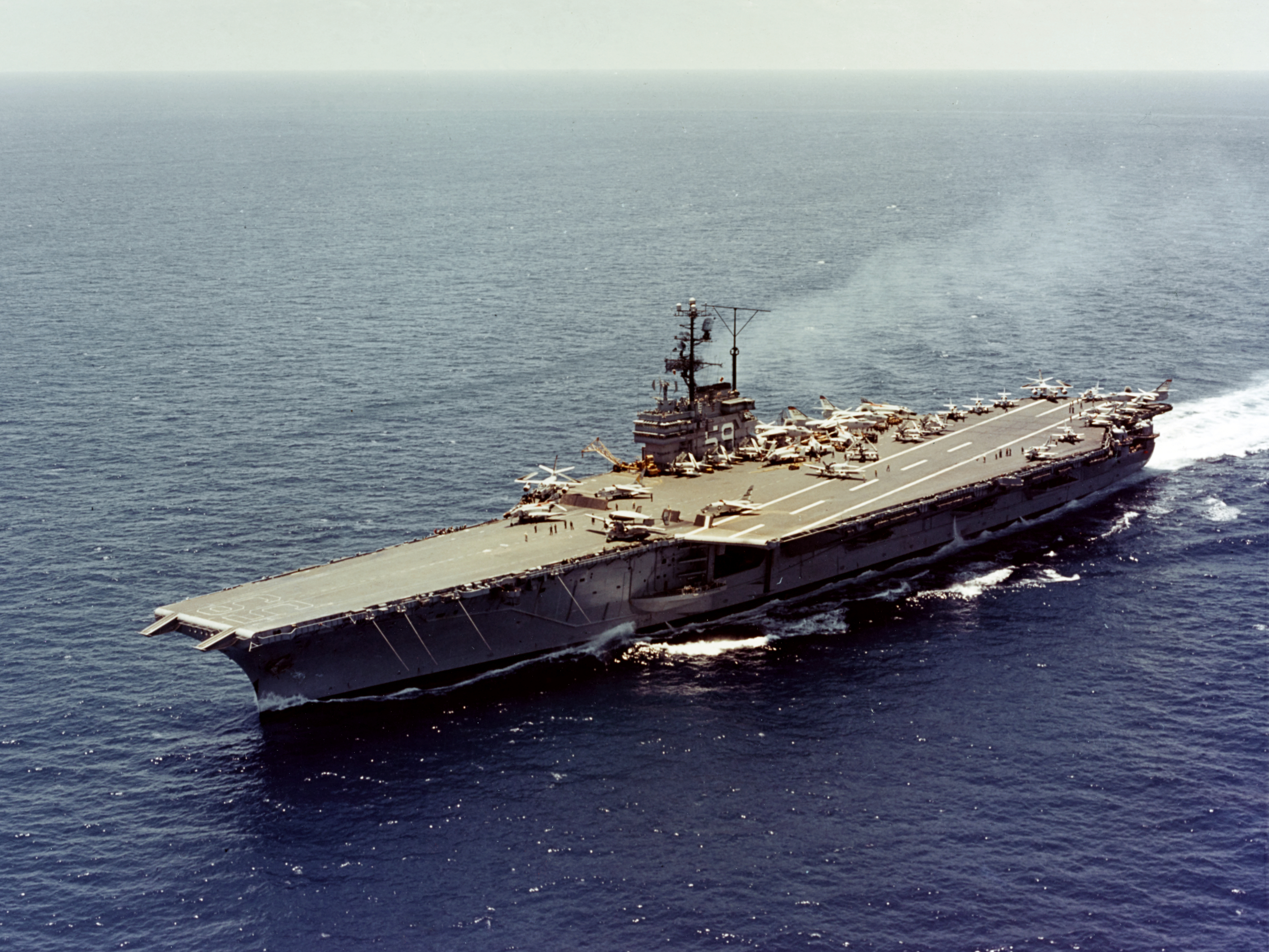
Авіаносець «Форрестол».

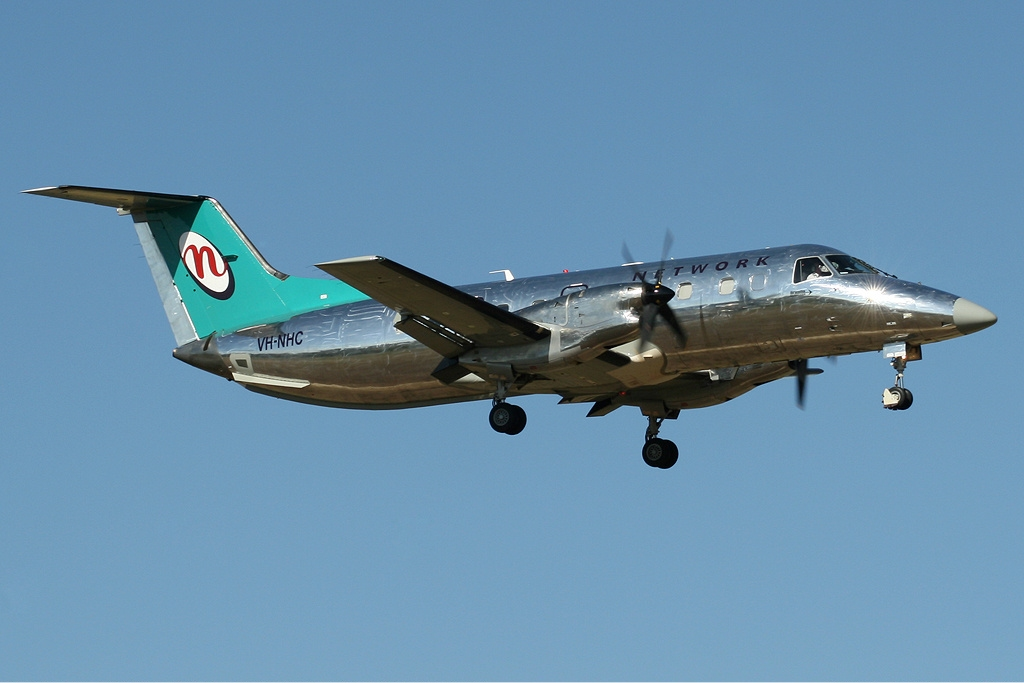
EMB-120 в польоті.

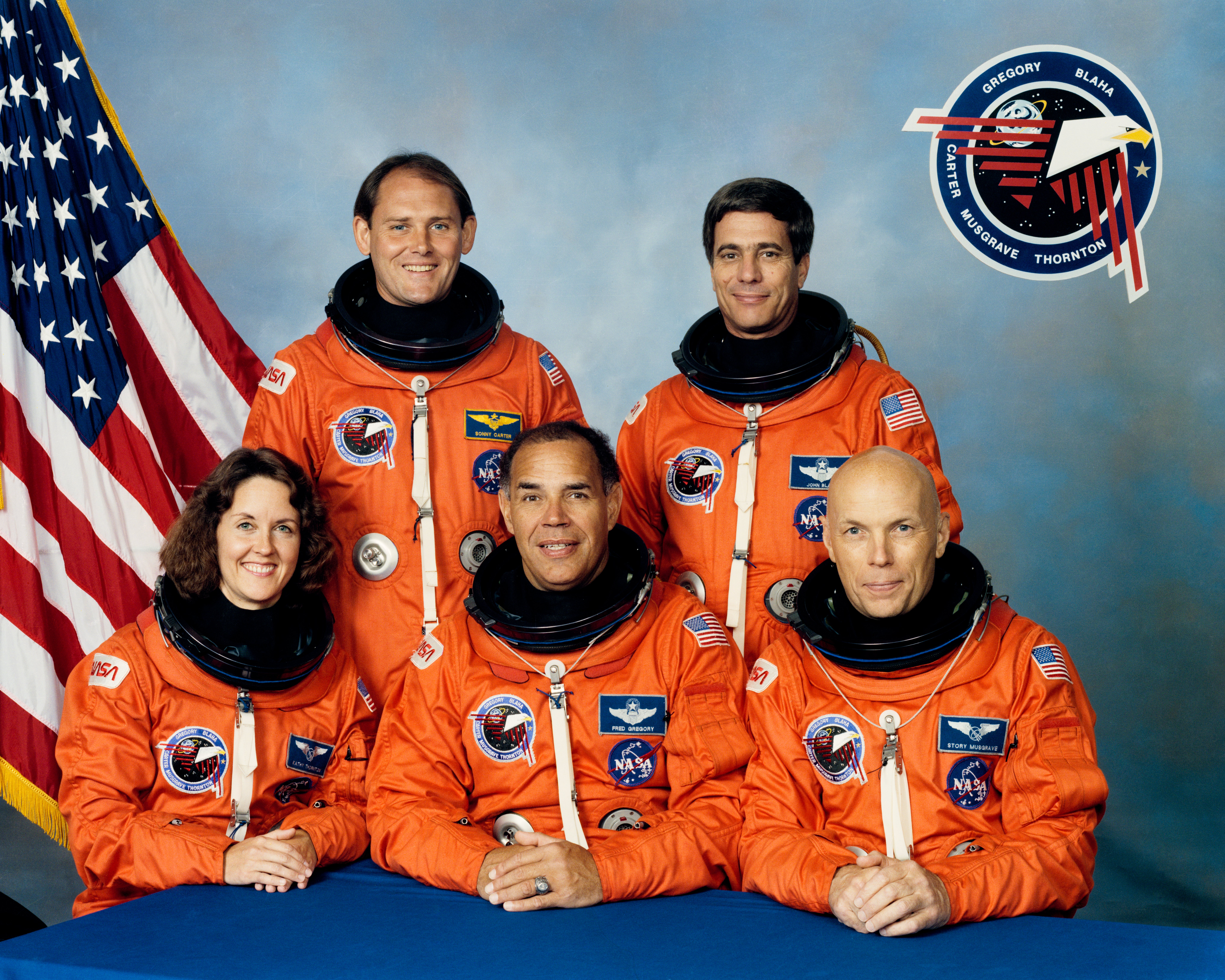
Екіпаж STS-33:Задній ряд, зліва направо: Картер і Блаха. Передній ряд, зліва направо: Торнтон, Григорій, Масгрейв

Менлі Картер народився 15 серпня 1947 року в місті Мейкон, штат Джорджія, але своїм рідним вважав місто Уорнер-Робінс, штат Джорджія, де в 1965 році закінчив середню школу. Був одружений з Даною Картер, у нього залишилися дві дочки. Захоплювався: спортивна боротьба, теніс, гольф, любив старі кінофільми. У 1969 році закінчив Університет Еморі, штат Джорджія, отримав ступінь бакалавра по хімії, в 1973 році в цьому ж університеті отримав звання доктора наук медицини. Картер проходив стажування (інтернатуру) по внутрішній медицині в лікарні «Грейді Меморіал» в Атланті, в тому ж штаті.

## До НАСА
В липні 1974 року вступив на службу в Військово-морські сили США. Служив офіцером медичної служби на авіабазі Пенсакола у Флориді. З 1977 року проходив підготовку як льотчик на авіабазі Бівіль, в Техасі, закінчив навчання в квітні 1978 року. Був призначений Головлікарем на авіаносець «Форрестол». В березні 1978 року пройшов перепідготовку на винищувачі F-4 Phantom на авіабазі «Юма» в Аризоні. Служив на авіабазі «Бьюфорт» в Південній Кароліні. У 1981 році брав участь у 9-й місячному поході по Середземному морю на авіаносеці «Форрестол». З вересня 1982 року по червень 1984 року проходив навчання в Школі льотчиків-винищувачів ВМС США «Топган». Має наліт понад 3000 годин, виконав понад 160 злетів і посадок на палуби авіаносців.

## Підготовка до космічного польоту
В травні 1984 року був запрошений в НАСА як кандидат в астронавти в складі десятого набору. Почав проходження курсу загальнокосмічної підготовки (ОКП) з липня 1984 року. По закінченні навчання в червні 1985 року отримав кваліфікацію «спеціаліст польоту» і призначення у Відділ астронавтів НАСА.

## Політ в космос
Свій перший і єдиний політ Менлі Картер здійснив у листопаді 1989 року на шатлі «Діскавері» за програмою STS-33 як спеціаліст польоту. Картер був готовий, в разі необхідності, до виходу у відкритий космос. Це був 5-й старт для Міністерства оборони США. Через військового характеру експедиції деталі польоту засекречені. Тривалість польоту склала 5 днів 0 годин 8 хвилин.
Загальна тривалість польотів в космос — 5 днів 0 годин 8 хвилин.

## Після польоту
Ще до загибелі був призначений в екіпаж STS-42 фахівцем польоту в рамках програми IML-1.

## Загибель
Картер загинув 5 квітня 1991 року в авіакатастрофі літака EMB-120 «Південно-Східної Атлантичної Авіакомпанії», рейс 2311, біля міста Брансвік, штат Джорджія. Він був на борту літака у відрядженні у справах НАСА. Його ім'я увічнене на «Космічному дзеркалі» — меморіалі в пам'ять про всіх загиблих астронавтів, розташованому в Космічному центрі імені Кеннеді, в Меррітт-Айленді, штат Флорида. Картер став першим астронавтом, хто був саме доданий в цей список, після відкриття Меморіалу в 1991 році. У 2003 році були додані члени екіпажу шаттла Челленджер, STS-107.
Серед загиблих у цій авіакатастрофі був Джон Тауер, сенатор від Техасу.

## Нагороди та премії
Нагороджений: Медаль «За космічний політ» (1989) та багато інших.